# 深田萌絵
深田 萌絵（ふかだ もえ、1978年〈昭和53年〉2月24日 - ）は、日本のYouTuber、市民活動家、ビジネスアナリスト、実業家、投資家。本名：浅田 麻衣子（あさだ まいこ）。「女子トイレを守る会」代表。「株アイドル」として活動を始め、IT・金融・半導体分野での評論・著述活動や、技術流出問題、ワクチン政策、LGBT理解増進法への反対など幅広いテーマで発信している。
著書に『日本のIT産業が中国に盗まれている』『光と影のTSMC誘致』『現代陰謀事典』などがある。MBSテレビ『全力!銭ナール』への出演経験がある。

## 来歴
大阪府生まれ、奈良県で育つ。高校卒業後、奈良の地元の美大を卒業。（本人は嵯峨美術短期大学卒業と標榜するが卒業名簿にもなく確認は取れない。）その後、東大阪市の印刷工場で経理補助として勤務したが、給与面に不満を感じて退職した。国際的なビジネススキルの必要性を感じ、TOEICのスコアを上げて商社の採用試験に挑戦したが不合格となり、中国語やビジネスの勉強を始めた。
母親の知人の紹介で香港のゴルフショップに勤務し、プライベートバンカーから資産運用の書籍を贈られたことをきっかけに、株式投資や外貨預金に関心を持つようになる（ただし、自著のプロフィールでは「10歳から相場師である父と相場に挑む」とも記している）。
2003年頃に帰国しフリーターとなった後、ジャーナリスト志望として出版社の面接を受けるも「早稲田大学くらいは出ていないと」と言われ、25歳でAO入試を経て早稲田大学政治経済学部に入学した。同時期、とれまがファイナンスのオーディションに合格し、「株アイドル」としてインターネット番組「若林史江のじゃぱねっと株だ！」に出演。
2008年4月、バークレイズ・キャピタル証券に入社し、投資銀行部門で法人営業を担当したが、上司との軋轢から2009年に退職。その後は法人向けファイナンシャル・アドバイザーとして独立し、個人投資家や投資セミナー講師、経済評論家として活動を広げ、雑誌でのグラビア活動も行った。
2011年、Revatronを経営していた台湾系米国人エンジニアのジェイソン・ホー（后健慈）と共にRevatron株式会社を創業。2012年には第1回DBJ女性新ビジネスプランコンペティションのファイナリストに選出された。2014年に旧・Revatron株式会社を解散しRevatron HD合同会社を設立、2016年にはRevatron Holdings株式会社（現・Revatron株式会社）を設立し、Revatron HD合同会社を精算した。2018年12月、Revatron株式会社は中国のテンセント社およびケントンIoT社と戦略的パートナーシップ契約を締結。
2012年2月から7月まで、MBSテレビ『全力!銭ナール』に講師として出演し、毎回、セクシーな衣装で登場することが話題となった。

## 人物
- 持論は「株式投資＝男ころがし」[3]。とれまがファイナンスのオーディションには「経済ジャーナリスト、もしくは株コラムニストの面接」として臨んだが、株の知識がほぼないまま「株アイドル」としてデビューした[9]。
- 『全力!銭ナール』出演時には、将棋棋士で株式投資家の桐谷広人を番組に迎え、株主優待券のみで生活する様子を紹介した。困窮時に桐谷から食事を奢られたことで、連絡を取り合うようになったという[16]。
- 2018年、「歴史の真実を求める世界連合会」主催の国連女性の地位委員会パラレルイベントで、ICTと日本の女性をテーマにスピーチを行った。父親は深田が20歳の時に会社倒産で失踪し、大学の学費はICTを活用した収入で賄ったと述べている[17][PR 4][18]。なお、父親は失踪から5年後に再び姿を現し、とれまがファイナンスのコラムに登場し、深田に投資を教えている[19]。
- 『WiLL』誌への寄稿やYouTubeチャンネル「WiLL増刊号」への出演のほか[20]、日本文化チャンネル桜にも出演している[21][22]。また、ロシア国営通信社「スプートニク」からの取材を複数回受けている[23]。
- 2021年、参政党の藤村晃子と講演会を開催し、「武士道」の与国秀行や「つばさの党」の黒川敦彦らとともに登壇した[24]。
- 2023年1月、公式サイト「深田萌絵 本人公式ノンポリ★ブログ」の全投稿が削除された。
- 2023年3月、自身が経営する「Revatron株式会社」のコーポレートサイトがトップページのみを残し日本語版、英語版共に削除された。
- 2024年1月、深田と須藤元気の名前が、米国でロビー活動を行うジェイソン・ホーが代理契約する外国人当事者として、米司法省のFARA（外国代理人登録法）eFileシステムに登録された[25]。
- 2025年6月16日、同月29日に発売を予定していた著書『ビッグプロット』について、作者本人による虚偽情報の発信と拡散が確認されたとして、出版元の五月書房新社が同書の発売を中止すると発表した[26]。

## 思想
中国や台湾による日本の技術流出や産業スパイ、日本の半導体産業の衰退、COVID-19ワクチンやパンデミック条約への反対、女子トイレに男性が入ることへの懸念など、幅広いテーマについて見解を発信している。

### 技術流出論
日本の先端技術や半導体が中国や台湾に流出していると繰り返し主張している。中国浙江財閥によるITインフラ支配説や、デジタルトランスフォーメーション（DX）政策を「デジタル監視社会の前哨戦」と批判し、TSMCの熊本県進出についても「技術流出の隠れ蓑」と位置付け、政治家や外国資本との癒着があると述べている。著書『日本のIT産業が中国に盗まれている』では、「中国は技術泥棒」「日本のIT技術が中国に」「通信インフラやスマホを通して通信傍受」と主張し、「ITへの無知が国を滅ぼす」と述べている。
- 2016年には「みんかぶ」の「投資の達人コラム」が凍結されたが、深田はシャープと鴻海に関する事実を書いたためと主張している[PR 5]。2020年には「シャープの家電すべてに“公にできない目的でカメラが付いている“」とする投稿を行い、ネットニュースにファクトチェック記事が掲載された[31]。
- 2018年12月、中国のIoT企業ケントンIoT社と共同原告となり、日本国などを被告として「日本に雇用されたスパイがチャイナモバイル(中国移動通信)やテンセントが5G通信技術を用いたソリューションを展開することを妨害し、原告団に甚大な損害を与えた」との訴訟を提起したが(事件番号：平成30年行ウ557号)、同年12月に却下されている。
- 沖縄独立運動の背後に、中国の影響があるとし、中華民族琉球特別自治区準備委員会と代表の趙東、中華統一促進党と代表の張安楽などへの危機感を表明している。
- 2020年には、台湾ヌヴォトン社へのパナソニック半導体事業売却について「外為法違反」などと主張したが[32]、パナソニック側は各国・地域の競争法当局その他政府機関の承認取得を前提としていると説明している[33]。
- スパイ防止法の制定に賛成する立場を示しており、「スパイ防止法の早期制定を！」（主催：英霊の名誉を守り顕彰する会）という集会で講演を行った[34]。

#### 背乗り裁判
元ビジネスパートナーに対し「背乗り」（他人の戸籍を乗っ取る行為）を行ったと主張し、SNSや著書、講演等で繰り返し発信してきた。この主張に関連して複数の民事訴訟が提起されたが、いずれの裁判でも深田側の「背乗り」主張は認められていない（令和4年ワ13347 16部 乙、平成25年ワ31235ほか）。また、警察など関係機関への告発も却下されている。この問題は国会質疑で取り上げられたほか、一部メディアでも報じられた。2021年、足立康史衆議院議員がYouTubeで公開した国会質疑の動画で名誉を毀損されたとして、深田が1,650万円の損害賠償を求めて提訴した。2024年4月、東京地裁は足立議員に33万円の賠償を命じた。判決は、国会内の発言自体は憲法51条により免責されるとしつつも、質疑に深田の写真を新たに加えてYouTubeで配信した部分は免責の対象外とし、「デマ」との発言は名誉毀損に当たると認定した。
2025年8月4日、東京高裁（三木裁判長）は、足立議員に33万円の賠償を命じた1審東京地裁判決を取り消し、女性（深田）の請求を棄却した。足立康史参議院議員の逆転勝訴となった。三木裁判長は、動画の前後の内容から、「デマ」という表現は女性の主張が真実ではないことを強調するために用いられていると指摘。「批判の域を逸脱して女性の人格を攻撃するものとは言えない」として、発言は違法ではないと結論付けた。

### パンデミック条約・ワクチン政策への反対運動
COVID-19パンデミック以降、COVID-19ワクチン義務化やWHOのパンデミック条約に反対する立場を明確にし、関連するデモや集会に参加している。
- 2023年、WCH議員連盟の会合に参加し、原口一博議員らとともにパンデミック条約への反対運動を開始した[42][43]。議連は、世界保健機関（WHO）加盟国が進める「パンデミック条約」により、国家主権が奪われワクチン接種が強制になると主張している[44]。
- 2024年4月13日、WCHJが協力する「パンデミック条約反対、ワクチン接種中止」を掲げる集会とデモが東京で開催され[45][46]、深田をはじめ、参政党関係者や池田利恵、須藤元気らが参加した[47]。このデモの主催者は、右翼団体「英霊の名誉を守り顕彰する会[48]」の会長であり、2023年には「LGBT法案反対デモ」や親露的立場からのウクライナ関連デモも主催している[46]。
- 2024年5月22日、我那覇真子や須藤元気らとともに「パンデミック条約を止めろ」と題した集会に登壇した[49]。

### LGBT法案反対運動
LGBT理解増進法に反対を表明し、「女子トイレを守る会」の代表として、女性専用空間の権利保護を訴える署名活動やビラ配布、法案推進議員への抗議活動を行っている。
- 2023年、LGBT理解増進法案に反対する活動の一環として、「女子トイレが廃止される」など事実誤認を含む内容のビラを作成し、商業施設や飲食店、個人宅などでの配布を呼びかけた。このビラは、トランスジェンダー女性を性犯罪と結びつけるなど差別的表現を含んでいた[50][51]。
- また、法案推進に関わった萩生田光一議員に対しては、顔写真や公式サイト画像を無断使用した誹謗中傷ビラを配布し、自民党から抗議文が出された[51][52][53]。同年5月、自民党から出された通知書について、これを脅迫・名誉棄損であるとして2023年6月1日、自民党に対して損害賠償請求訴訟を提起したが棄却された(令和5年ワ13824)。

## 著作

### 単著
- 『私、おバカですが、何か? 偏差値40のかしこい生き方』マガジンハウス、2007年7月19日。ISBN 978-4-838717309。
- 『25歳の超おバカ女、早稲田に入る！！』マガジンハウス、2007年7月19日。ASIN B00FB2X8SI。
- 『OL、手取り12.5万円 20才からの株式投資』明日香出版社、2010年3月14日。ISBN 978-4-756913739。
- 『日本のIT産業が中国に盗まれている』ワック、2019年1月17日。ISBN 978-4-898314791。
- 『「5G革命」の真実：5G通信と米中デジタル冷戦のすべて』ワック、2019年7月25日。ISBN 978-4898318041。
- 『米中AI戦争の真実』育鵬社、2019年12月25日。ISBN 978-4-594-08387-8。
- 『量子コンピュータの衝撃』宝島社、2020年5月28日。ISBN 978-4-299-00338-6。
- 『ソーシャルメディアと経済戦争』扶桑社、2021年4月29日。ISBN 978-4-594-08786-9。
- 『メタバースがGAFA帝国の世界支配を破壊する！』宝島社、2022年5月11日。ISBN 978-4-2990-24374。
- 『IT戦争の支配者たち「半導体不足」で大崩壊する日本の産業』清談社Publico、2022年6月24日。ISBN 978-4-9099-79322。
- 『光と影のTSMC誘致』かや書房、2023年10月30日。ISBN 978-4910364391。 - 帯には森永卓郎による推薦文が掲載されている[54]。
- 『NTT法廃止で日本は滅ぶ』かや書房、2024年3月15日。ISBN 9784910364469。
- 『EVの終焉とエネルギー利権の戦い』ビジネス社、2024年11月

### 共著
- 山本潤『女子大生トレーダー深田萌絵の小額取引で儲ける「日経225オプション」 超入門』ソフトバンククリエイティブ、2005年9月28日。ISBN 978-4-797332704。
- 松川行雄『女子大生トレーダー深田萌絵の株ビギナーでも儲かる「アノマリー投資」超入門』ソフトバンククリエイティブ、2005年9月28日。ISBN 978-4-797332704。
- 『現代陰謀事典』（担当範囲「第2章 ITにおける陰謀とは何か？深田萌絵氏（ITビジネスアナリスト）に聞く! DX（デジタル・トランスフォーメーション）とは何か?デジタル監視のインフラに投資をさせようという中国浙江財閥の陰謀」）鈴木宣弘, 真田幸光, 深田萌絵, 武田邦彦, 井上正康、宝島社、2023年1月[55]
- 『世界のニュースに隠された 大嘘を見破る方法』（担当範囲「世界の陰謀の見抜き方」）渡辺惣樹, 笹原和俊, 後藤武士, 谷本真由美ほか、宝島社、2023年3月
- 『日本を危機に陥れる陰謀の正体』真田幸光, 深田萌絵, 池田清彦, 谷本真由美, 笹原和俊、宝島SUGOI文庫、2024年2月 - 『現代陰謀事典』と『世界のニュースに隠された大嘘を見破る方法』を合本し、加筆、改訂、改題したもの[56]
- 『身分社会：この理不尽な階級社会の実態』森永卓郎, 深田萌絵、かや書房、2024年10月
- 『生きる』森永卓郎, 倉田真由美, 深田萌絵、かや書房、2024年12月
- 『日本の食料安全保障とはなにか？』鈴木宣弘, 深田萌絵、かや書房、2025年5月

### 翻訳
- 『人生と投資で成功するために 娘に贈る12の言葉』（ジム・ロジャーズ著、林康史監訳、深田萌絵・石川由美子訳、2007年4月、日本経済新聞出版社）ISBN 978-4532352592

## 出演番組
（レギュラー出演歴のあるもののみ）

### テレビ
- 『全力!銭ナール』（毎日放送）※銭講師、スナック「CASH愛」ママ三姉妹 次女（解説） - 2012年2月1日 - 7月18日

#### 記事主題の関係者による情報源
1. 1 2  “女子トイレを守る会 進捗報告メルマガ”.   女子トイレを守る会. 2025年4月18日閲覧。
2. ↑  “レバトロン株式会社/Revatron -Video Technology and Chip design”. web.archive.org (2013年7月6日). 2021年2月17日閲覧。
3. ↑  “フジサンケイビジネスアイに取材されました★ | Revatron 広報 blog”. archive.vn (2020年8月21日). 2021年4月27日閲覧。
4. ↑  “Facebook - Revatron代表取締役・浅田麻衣子によるスピーチ全文”. archive.vn (2020年5月30日). 2021年4月27日閲覧。
5. ↑  “鴻海はシャープの救世主では無い、シャープが鴻海の救世主だ！！”.   深田萌絵 公式ブログ 三菱東京ＵＦＪ銀行に横領された件 (2016年1月13日). 2025年4月18日閲覧。